# 베이징 지하철 다싱선
베이징 지하철 다싱선(중국어 간체자: 北京地铁大兴线, 병음: Běijīng dìtiě dàxīng xiàn 대흥선[*])은 베이징 지하철 4호선의 연장선으로 궁이시차오역에서 시작하여 톈궁위안역까지 운행되는 전체 길이 21.76km의 11개 역을 가진 지하철로, ■색을 가진다.

## 개요
다싱선이란 이름은 베이징 중앙부와 다싱구 간을 연결하는 노선에서 비롯되었다. 사업자는 4호선과 마찬가지로 베이징 징강 지하철 유한공사(北京京港地铁有限公司)가 담당하였다.
다싱선은 지하철 4호선과 상호 직통 연결하여, 4호선까지 합치면 총 50km의 영업거리를 가진다. 단, 다싱선 연장 구간의 명칭은 여전히 "다싱선(大兴线)"이란 이름을 유지하고 있다.

## 역사
다싱선 계획은 2007년에 승인되었다. 계획에 따라, 노선의 방향과 11개의 역의 기본적인 위치를 결정하였다. 이 중, 지상에는 4개의 역을 설정하였다. 이후, 다싱 지방 정부는 거주자의 요구 사항에 따라 3개 역을 지하로 설정하였고, 남은 1개의 시훙먼역만 지상에 위치하게 되었다.
2007년 12월 8일에 공사를 시작한 다싱선은 2011년 말까지 완공할 예정이다. 그러나 2008년 금융 위기에 따라 중국 정부는 국내 수요를 확대하기 위한 10가지 조치를 발표하고, 12월 30일 조기 개방하여, 다싱선의 배차 시간을 다시 설정하였다.
이후 다싱선은 2010년 12월 30일에 1개월간의 시운전을 완료하고, 현지 시각 오후 2시에 공식적으로 운영을 시작하였다.

## 역 목록

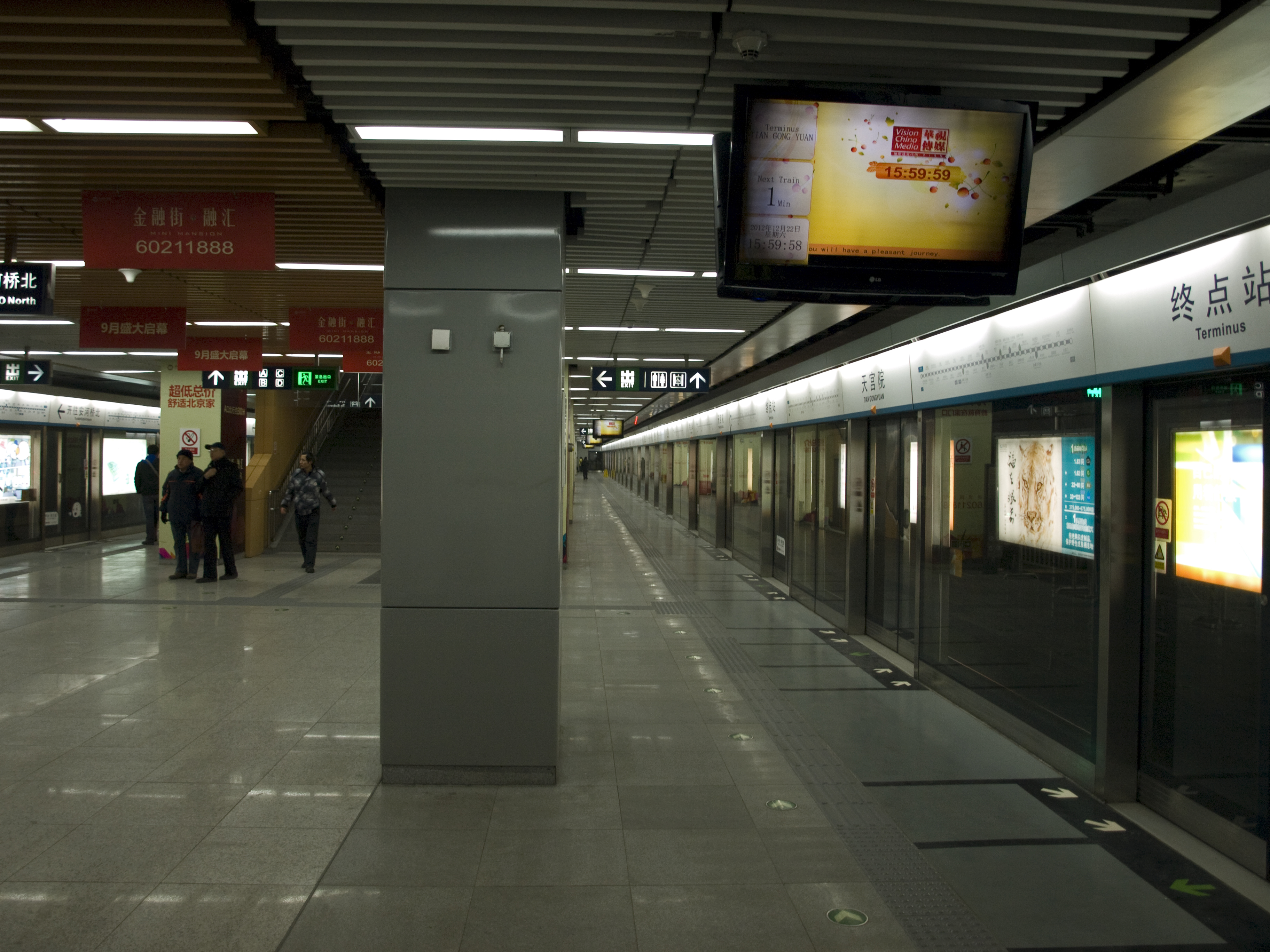
톈궁위안역

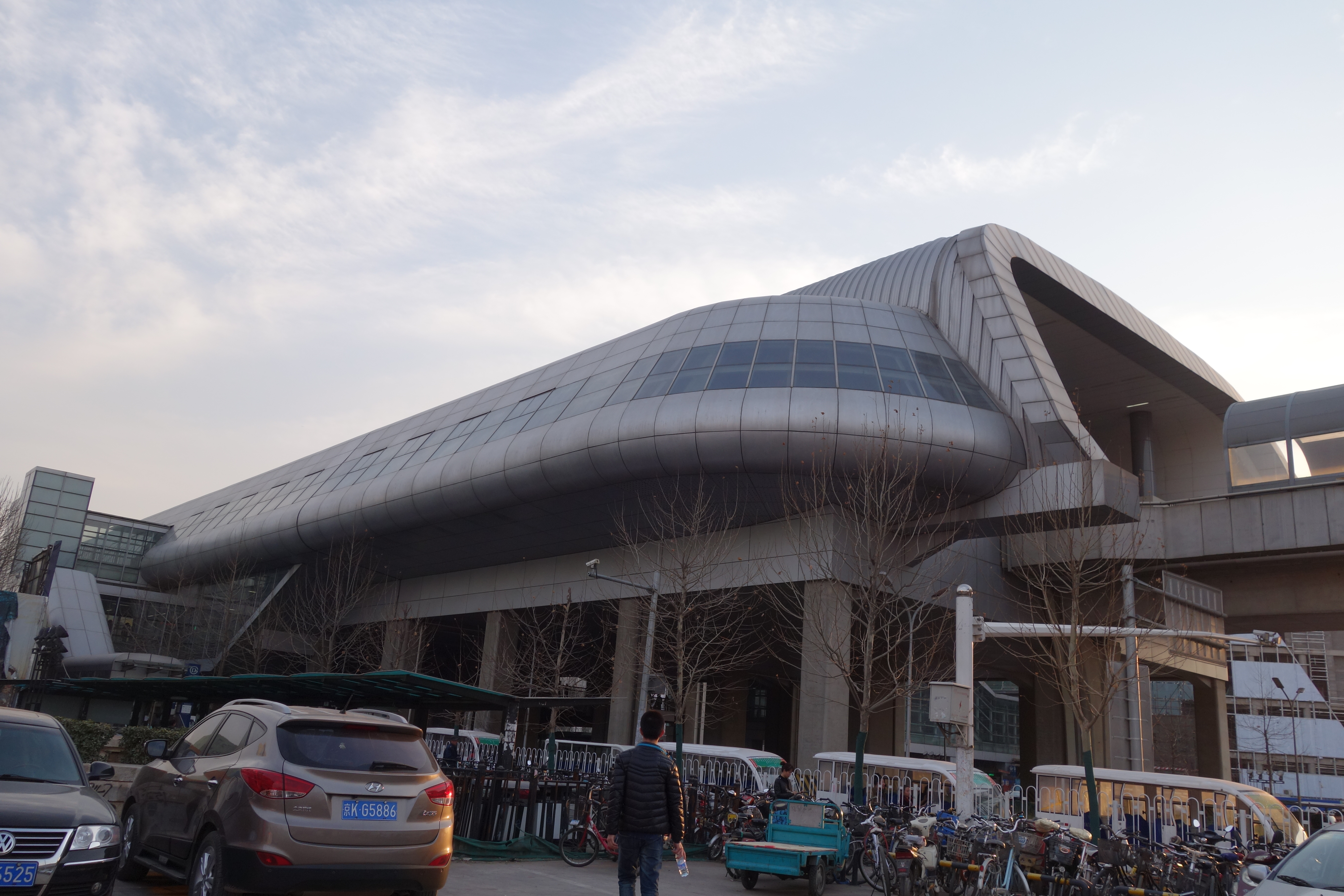
시훙먼역

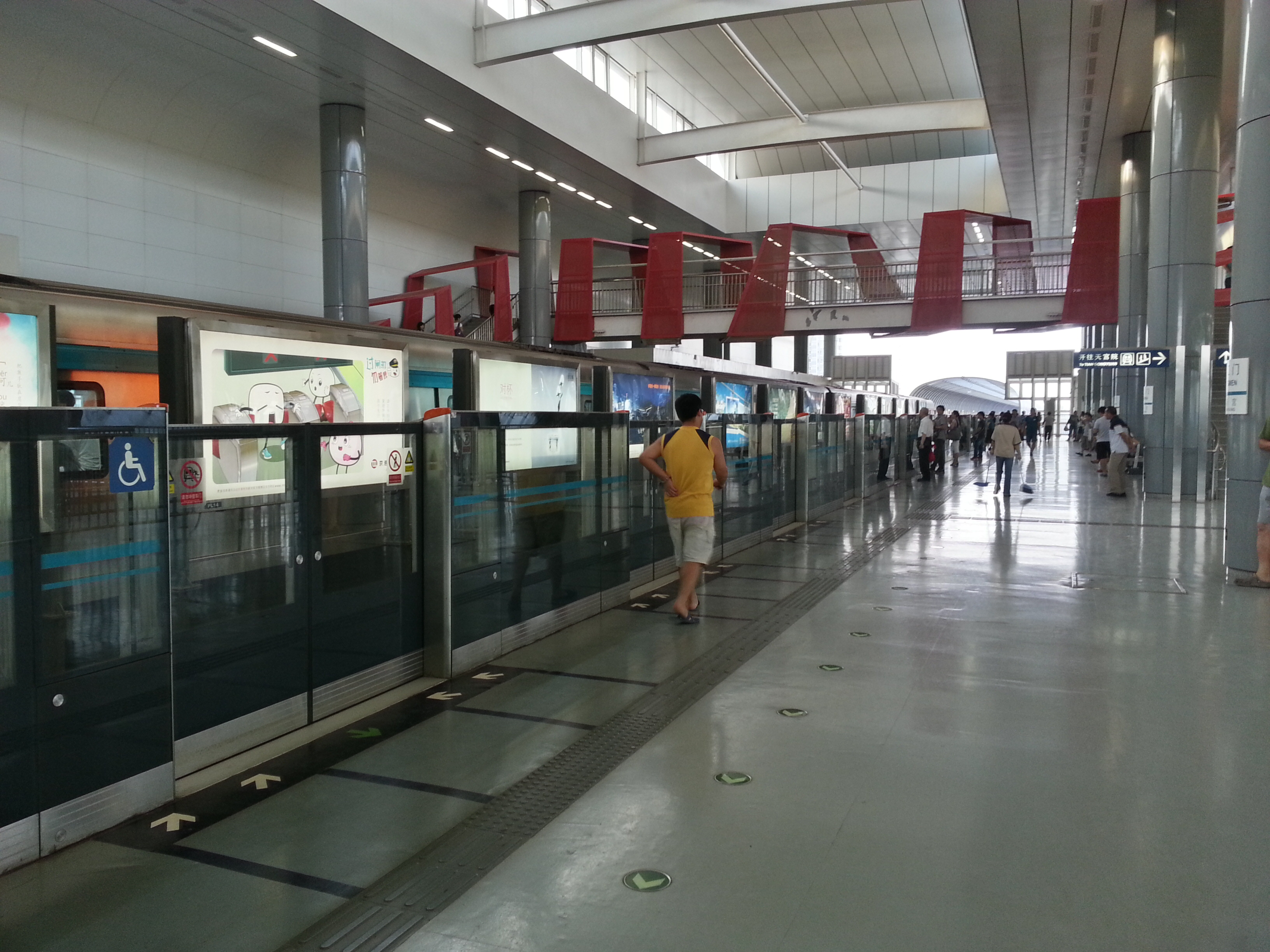
시훙먼역 승강장

| 역이름       | 중국어       | 영어표기                 | 영업거리 | 환승                                  | 비고 |
| ------------ | ------------ | ------------------------ | -------- | ------------------------------------- | ---- |
| 궁이시차오역 | 公益西桥站   | Gongyixiqiao             |          | ■ 4호선 (직결 운행)                   |      |
| 신궁         | 新宫         | Xingong                  |          | ■ 19호선                              |      |
| 시훙먼       | 西红门       | Xihongmen                |          |                                       |      |
| 가오미뎬 북  | 高米店北     | Gaomidian North          |          |                                       |      |
| 가오미뎬 남  | 高米店南     | Gaomidian South          |          |                                       |      |
| 짜오위안     | 枣园         | Zaoyuan                  |          |                                       |      |
| 칭위안루     | 清源路       | Qingyuanlu               |          |                                       |      |
| 황춘시다제   | 黄村西大街   | Huangcun Xidajie         |          |                                       |      |
| 황춘역       | 黄村火车站   | Huangcun Railway Station |          | 중국국철 베이징다싱역 중국국철 황춘역 |      |
| 이허좡       | 义和庄       | Yihezhuang               |          |                                       |      |
| 생물의약기지 | 生物医药基地 | Biomedical Base          |          |                                       |      |
| 톈궁위안     | 天宫院       | Tiangongyuan             |          |                                       |      |

## 특징
- 노선길이(영업구간): 21.76km
- 표준궤도간격: 1435mm
- 역수: 11개역
- 복선구간: 전 노선
- 전기구간: 전 노선(직류 750V 제3궤조 방식)
- 지상구간: 전 노선
- 주행방향: 우측통행

## 같이 보기
- 베이징 지하철
- 베이징 지하철 4호선
- 홍콩철로 유한공사